# Bob Oksner
Bob Oksner (né le 14 octobre 1916 à Paterson et mort le 18 février 2007 à Delray Beach) est un auteur de bande dessinée américain connu à la fois pour ses comic books humoristiques pour adolescents DC Comics (comme Angel and the Ape) et pour ses collaborations à divers comic strip, dont Dondi, qu'il écrit avec Irwin Hasen de 1966 à 1986.

## Prix
- 1961 : Prix du comic book de la National Cartoonists Society (NCS)
- 1962 : Prix du comic book de la NCS
- 1971 : Prix Shazam du meilleur dessinateur humoristique pour Adventure Comics et autres travaux chez DC Comics
- 2002 : Prix Inkpot